# Pseudbarydia japeta
Pseudbarydia japeta là một loài bướm đêm trong họ Noctuidae.